# Olivier Guéant
Olivier Guéant est un mathématicien et entrepreneur français né en 1984, professeur à l'université Paris 1 Panthéon-Sorbonne, spécialiste des mathématiques appliquées à l’économie et à la finance.

## Biographie
Ancien élève de l'École normale supérieure (2003 S) et étudiant invité (special student) de l'université Harvard, Olivier Guéant mène à la suite de ses études en mathématiques et en économie, une thèse de doctorat en mathématiques appliquées sur la théorie des jeux à champ moyen sous la direction de Pierre-Louis Lions, récompensée par le prix Rosemont Demassieux. Il est par ailleurs diplômé de l'ENSAE et titulaire d'un master 2 d'économie de l'École d'économie de Paris. 
Il est depuis 2016 professeur de mathématiques appliquées à université Paris 1 Panthéon-Sorbonne, et professeur associé de finance à l'ENSAE.

## Autres fonctions
- 2010-2013 : cofondateur de MFG Labs
- 2014-2017 : Membre du Scientific Advisory Board du Groupe Havas Media

## Travaux

### Théorie des jeux à champs moyens
Olivier Guéant a soutenu la première thèse sur la théorie des jeux à champs moyens. Il est notamment à l'origine des méthodes numériques de référence pour les jeux à champs moyens à Hamiltonien quadratique.

### Mathématiques financières
Spécialiste de mathématiques financières, il a publié des articles et ouvrages sur la liquidité, l'exécution optimale et le market making, mais aussi sur le pricing et la gestion d'actifs. Il a notamment, avec Charles-Albert Lehalle et Joaquin Fernandez-Tapia résolu les équations d'Avellaneda-Stoikov.
Il a par ailleurs travaillé avec Roger Guesnerie, Jean-Michel Lasry et Olivier David Zerbib sur la notion de taux écologique.

### Numismatique
Olivier Guéant est par ailleurs spécialiste des jetons royaux et des essais monétaires et est à l'origine, avec Michel Prieur, de la classification Guéant-Prieur (GP.) des bustes royaux sur l'avers des jetons royaux entre le XVIe siècle et le XVIIIe siècle, complétant ainsi la classification de référence des revers de Feuardent datant du début du XXe siècle.

## Publications
- Bustes des rois et des reines de France sur les jetons de l'Ancien Régime, 2008, avec Michel Prieur
- Paris-Princeton Lectures on Mathematical Finance 2010, 2011
- The Financial Mathematics of Market Liquidity: From Optimal Execution to Market Making, 2016
- (en) « Optimal execution of accelerated share repurchase contracts with fixed notional », Journal of Risk, vol. 19,‎ juin 2017 (lire en ligne)

## Récompenses
- 2008 : Prix de l'AAENSAE pour ses travaux sur les taux d'intérêt environnementaux (avec Olivier David Zerbib)
- 2010 : Prix Rosemont-Demassieux de la chancellerie des universités pour ses travaux sur la théorie des jeux à champ moyen
- 2016 : Prix IEF - Fédération Bancaire Française du meilleur article en finance (avec Charles-Albert Lehalle)
- 2023 : Prix du meilleur jeune chercheur en finance et assurance (IEF / Fondation Scor pour la Science)[9]